# Mayumi Omatsu
Mayumi Omatsu (大松 真由美 Omatsu Mayumi?,  nacido el 12 de julio de 1970) es una exfutbolista japonesa que jugaba como delantero.
Omatsu jugó 12 veces para la selección femenina de fútbol de Japón entre 1997 y 1999. Omatsu fue elegida para integrar la selección nacional de Japón para los Copa Mundial Femenina de Fútbol de 1999.

## Trayectoria

### Clubes
| Club                          | País  | Año         |
| ----------------------------- | ----- | ----------- |
| Nikko Securities Dream Ladies | Japón | ???? - 1998 |

### Selección nacional
| Selección | País  | Año         |
| --------- | ----- | ----------- |
| Absoluta  | Japón | 1997 - 1999 |

## Estadística de equipo nacional
| Selección femenina de fútbol de Japón | Selección femenina de fútbol de Japón | Selección femenina de fútbol de Japón |
| Año                                   | Partidos                              | Goles                                 |
| ------------------------------------- | ------------------------------------- | ------------------------------------- |
| 1997                                  | 6                                     | 1                                     |
| 1998                                  | 5                                     | 0                                     |
| 1999                                  | 1                                     | 0                                     |
| Total                                 | 12                                    | 1                                     |